# Civilización caral
La civilización caral (antiguamente la civilización del Norte Chico) fue una sociedad compleja de la América precolombina, que se desarrolló aproximadamente entre 3500 y 1800 a. C., en el área norcentral del actual Perú. Se la considera como la más antigua civilización de América y uno de los seis focos o sitios donde la civilización se originó por separado en el mundo antiguo.
Esta civilización floreció a lo largo de los valles de tres ríos que recorren la provincia de Barranca, al norte de Lima: el  Fortaleza, el Pativilca y el Supe, cada uno de los cuales cuenta con varios sitios o yacimientos arqueológicos de dicha época, siendo el de más antigüedad el sitio de Huaricanga (Fortaleza), fechado en el 3500 a. C. Más al sur, en el valle del Huaura, existen también sitios asociados. Pero de todos esos valles destaca el de Supe, en donde en apenas 40 kilómetros desde el mar, se han identificado unos veinte asentamientos de esta civilización, siendo el de mayor dimensión y complejidad la llamada ciudad de Caral, cuyo fechado radiocarbónico más antiguo es de 2700 a. C. De este sitio es de donde se deriva el nombre dado a la civilización, así como a su sociedad y a su cultura. Destaca también el sitio de Áspero, en la desembocadura del Supe, que estuvo muy vinculado a la ciudad de Caral.
Los estudios rigurosos han demostrado que esta civilización fue contemporánea de otras civilizaciones primigenias del mundo, como las de Egipto, India, Sumeria o China, pero a diferencia de ellas (que intercambiaron sus logros), Caral se desarrolló en completo aislamiento sin recibir los aportes de otras civilizaciones. En América, Caral es la más antigua de las civilizaciones prehispánicas, superando en edad a la cultura olmeca de Mesoamérica, que anteriormente era considerada como la más antigua civilización americana. Supera también en antigüedad a la cultura chavín (1200-200 a. C.), que durante mucho tiempo había sido considerada como la primera alta cultura o cultura madre del Antiguo Perú. Actualmente, según todos los indicios, se puede afirmar que a partir de la civilización caral se originó la civilización andina.
En la cronología arqueológica, Caral es una cultura precerámica del Arcaico Tardío precolombino. Es decir, carecía de cerámica, que suplía con otros materiales. Muestras de su arte son pequeñas estatuillas antropomorfas moldeadas en arcilla. También cultivaban la música, pues se han hallado instrumentos musicales de huesos de aves (flautas y quenas). Su logro más impresionante fue su arquitectura monumental, que incluía grandes pirámides de plataformas superpuestas y plazas circulares hundidas. Utilizaron técnicas constructivas como la de los shicras. La evidencia arqueológica sugiere también que desarrollaron la tecnología textil, a base de fibra de algodón y de otros vegetales. Se presume que se requirió de un gobierno sofisticado para administrar todo ese ámbito territorial.
Los arqueólogos ya conocían los sitios antiguos del área de Caral desde al menos la década de 1940. Los primeros trabajos se realizaron en Áspero, en la zona costera donde desemboca el río Supe, un sitio identificado ya desde 1905. Más tarde, en 1948, se identificó el sitio de Chupacigarro, situado más hacia el interior del valle. A mediados de la década de 1990, la zona fue estudiada por un equipo de arqueólogos peruanos encabezados por Ruth Shady, directora del Proyecto Arqueológico Caral, posteriormente convertido en el Proyecto Especial Arqueológico Caral-Supe. Este equipo enfocó su investigación en Chupacigarro Grande, cuyo nombre fue cambiado por el de Caral, y con sus trabajos proporcionó la primera documentación extensa de esta civilización, a la que denominaron Caral-Supe. Un artículo de 2001 en Science, que ofrece un estudio de la investigación de Caral,  y un artículo de 2004 en Nature, que describe el trabajo de campo y la datación por radiocarbono en un área más amplia, reveló la plena importancia de Caral-Supe y condujo a un interés generalizado por su investigación. Paralelamente han trabajado en el resto de valles de la zona el equipo de arqueólogos del Proyecto Arqueológico Norte Chico, encabezado por los estadounidenses Jonathan Haas y Winifred Creamer.

## Ubicación geográfica
Según la tesis de Shady y su equipo, el área de desarrollo e influencia de la civilización caral, es la llamada área norcentral peruana o Norte Chico, de 400 por 300 km, que comprende los valles de la costa (Santa, Nepeña, Sechín, Culebras, Huarmey, Fortaleza, Pativilca, Supe, Huaura, Chancay y Chillón), los callejones serranos de Huaylas y Conchucos junto con el altiplano de Junín, y las cuencas de los ríos Marañón, Huallaga y las cabeceras del Ucayali en la selva.
En toda esta área destaca claramente el valle de Supe, ubicado en la provincia de Barranca, departamento de Lima, donde en apenas 40 kilómetros desde el mar, se han identificado 25 asentamientos de esta civilización, cuyas extensiones van de 0,16 hectáreas hasta casi 80 hectáreas. Ocho de ellos son los de mayor tamaño, entre los que destaca nítidamente por su complejidad la ciudad sagrada de Caral, de la que deriva el nombre de la cultura. Fue, sin duda, la capital de la región. Los otros asentamientos con construcciones monumentales son Pueblo Nuevo, Cerro Colorado, Allpacoto y Llapta (en la margen derecha del Supe); y Lurihuasi, Miraya y Chupacigarro (en la margen izquierda). En el litoral cercano a la desembocadura del Supe destaca Áspero, que fue según todos los indicios la ciudad pesquera de Caral.
Ya antes del descubrimiento de esta cultura, se conocía la existencia de diversos asentamientos precerámicos a lo largo de esa área norcentral peruana, a partir de los cuales se había planteado la existencia de organizaciones sociales de nivel jefatural. Destacan los de La Galgada, en el callejón de los Conchucos, Piruro en el Marañón, Huaricoto en el callejón de Huaylas, Kotosh en el Huallaga, Las Haldas en Casma, Los Gavilanes en Huarmey, Áspero en Supe, Bandurria y Río Seco en Huaura y El Paraíso en el Chillón.

## Cronología
En la cronología arqueológica, la civilización caral corresponde al denominado Formativo Inicial (antes Arcaico Tardío o Precerámico Tardío), aproximadamente entre el 3500 y 1800 a. C. Hay que distinguir los fechados radiocarbónicos obtenidos en la ciudad de Caral, el más antiguo de los cuales es de 2700 a. C. (aunque Shady menciona siempre el 3000 a. C. como su mayor antigüedad), de otros obtenidos en los yacimientos del Norte Chico, estudiados por el equipo de arqueólogos encabezados por Jonathan Haas, que han arrojado fechados más antiguos, que tentativamente llegan al 3500 a. C., como es el caso del sitio de Huaricanga, en el valle de Fortaleza.
Esta antigüedad se ha confirmado a través de múltiples fechados radio carbónicos realizados en los Estados Unidos.
El hallazgo de Caral cambió así los esquemas que hasta entonces se tenían sobre el surgimiento de las antiguas civilizaciones americanas. Anteriormente se consideraba a Chavín de Huántar como el foco cultural de más vieja data del Antiguo Perú, con un máximo de 3200 años de antigüedad (1200-200 a. C.).

## Características generales
Aunque en lugares como Valdivia, en Ecuador, se producía cerámica desde 4000 a. C., en Caral no se utilizó; de allí viene la denominación de precerámica, aunque la doctora Ruth Shady, su descubridora, prefiere hablar de acerámica (sin cerámica), pues al disponer los antiguos pobladores de Caral de una gran cantidad de mates (cucurbitáceas) que usaban como recipientes, no necesitaban de la alfarería.
El logro más impactante de esta primera civilización fue la construcción de extensas ciudades, con edificios monumentales, construidos de una manera muy ingeniosa con piedra, barro y materiales vegetales, en cestos tejidos y cerrados con dimensiones y pesos muy variados (shicras) pero bastante homogéneos para facilitar las labores de acuerdo a la fortaleza física de sus albañiles y constructores. Las formas predominantes son las pirámides escalonadas, las plazas circulares o semicirculares hundidas en los frentes, con escaleras que daban acceso a la cima, donde se observan habitaciones y espacios para rituales y ceremoniales.
La evidencia arqueológica muestra también una significativa producción agrícola de algodón para redes de pesca y prendas tejidas en técnica torzal, así como muy sofisticadas expresiones de arte musical en la confección de flautas con figuras incisas de animales míticos que sugieren un carácter religioso.
Las diferencias de tamaño entre los asentamientos y sus edificios evidencian jerarquía entre las poblaciones que los ocuparon, e incluso la existencia de una organización política que hizo posible su construcción.

## Descubrimiento

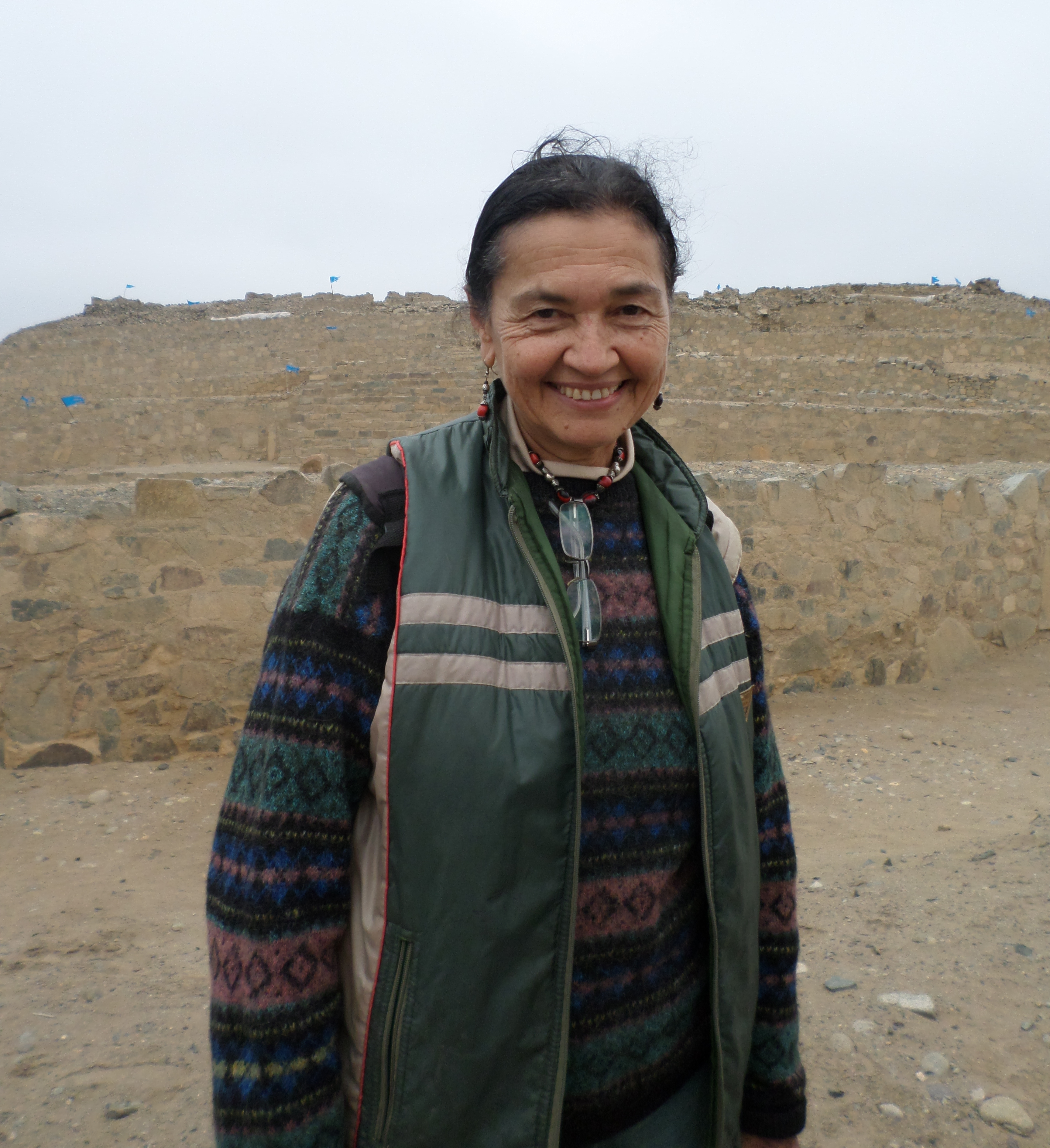
Arqueóloga peruana Ruth Shady en Caral, 2014

Los arqueólogos conocían la existencia de sitios monumentales en el valle de Supe desde principios del siglo XX (por ejemplo, Áspero fue estudiado por Max Uhle en 1905 y Julio César Tello en 1937, y por Willey y Moseley en los 60's.) El mismo sitio arqueológico fue explorado en 1948 por Paul Kosok y Richard Schaedel, y publicado con su nombre original Chupacigarro, diecisiete años después, aunque ninguno de los dos exploradores pudo determinar su antigüedad. Frederic Engel estudió el lugar en los años 1970, e informó de la naturaleza precerámica del sitio en 1987, sin embargo sus afirmaciones no fueron aceptadas por los arqueólogos, como puede verse en la literatura arqueológica, hasta 1997.
En 1994 Ruth Shady inició una prospección en el valle de Supe, con excavaciones en 1996, cuyos resultados publicó en 1997, afirmando abiertamente la naturaleza precerámica de la ciudad sagrada de Caral, y de la primera civilización andina. Esta afirmación fue nuevamente recibida con escepticismo y rechazo por parte de los arqueólogos. Sin embargo, con el avance de las investigaciones y nuevas publicaciones, así como las varias y sucesivas decenas de pruebas de radio carbono 14, quedaría finalmente demostrada la antigüedad, originalidad y naturaleza acerámica de la civilización caral.

## El Área Norcentral Peruana, territorio formativo de la civilización andina
La región andina ha sido reconocida como una de las seis áreas del mundo donde tuvo lugar el desarrollo indígena de la civilización, siendo una de las únicas dos zonas del Hemisferio Occidental, junto con Mesoamérica, donde tal evento se desarrolló pero en forma aislada una de otra por el espacio y el tiempo: los Olmecas aparecieron 2000 años más tarde que Caral. Lo cierto es que Caral-Supe ha ampliado el horizonte de las civilizaciones complejas en la región peruana por más de una docena de siglos. La cultura Chavín, ca. 900 a. C., durante mucho tiempo fue considerada la primera civilización del subcontinente sudamericano y es aún citada como tal, de una manera regular, en numerosos trabajos generales.
El descubrimiento de Caral ha cambiado el foco de atención de las zonas altas de los Andes (donde Chavín, Wari, Tiahuanaco y los Incas tuvieron sus mayores centros) hacia la Costa o la región litoral. Caral-Supe se ubica en el área norcentral de la costa, a aproximadamente 182  km al norte de Lima, extendida aproximadamente hasta el valle de Casma hacia el norte y hasta el de Lurín por el sur. Comprende cuatro valles costeños: Huaura, Supe, Pativilca y Fortaleza. Los sitios conocidos se encuentran entre los últimos tres valles, que se forman en una llanura costera común. Los tres valles principales cubren solo 1.800 km², y las investigaciones han enfatizado la densidad de los centros poblados. La costa peruana aparece como un candidato "improbable, incluso aberrante" para el desarrollo "prístino" de la civilización, comparado con otros centros mundiales. Es extremadamente árido, lindado por dos sombras orográficas (causadas por los Andes al este y el anticiclón del Océano Pacífico por el oeste). De cualquier modo, la región es cruzada por más de 50 ríos que transportan el agua de la cordillera, y el desarrollo de la irrigación extensiva a partir de estas fuentes parece ser decisivo en la emergencia de Caral-Supe. Todos los yacimientos de arquitectura monumental fueron hallados cerca de canales de irrigación.
El fechado con radiocarbono hecho por Jonathan Haas y colaboradores halló que 10 de 95 muestras tomadas en las áreas de Pativilca y Fortaleza dieron fechas anteriores al 3500 a. C.. El más antiguo, fechado al 9210 a. C., provee "limitadas indicaciones" del asentamiento humano durante el Arcaico Temprano. Dos fechas del 3700 a. C. están asociadas con arquitectura comunal, pero parecen ser anómalas. Es a partir del 3200 a. C. en adelante que aparecen claramente el asentamiento humano a larga escala y la construcción comunitaria. Mann, en una revisión de la literatura en el 2005, sugiere "algún momento antes del 3200 a. C., y posiblemente antes del 3500 a. C." como fecha inicial del periodo formativo de Caral-Supe. Su trabajo nota que la fecha más temprana asociada con certeza a una ciudad es el 3500 a. C., en Huaricanga, en el área norteña de Fortaleza, basado en las fechas de Hass.
Las fechas tempranas del tercer milenio de Haas sugieren que el desarrollo de sitios costeros e interiores ocurrió paralelamente. Pero, de 2500 a 2000 a. C., durante el período de mayor expansión, la población y el desarrollo cambiaron decisivamente hacia los lugares interiores, como Caral, aunque estos permanecieron dependientes de la pesca y recolección de mariscos de la costa. Estas fechas están en consonancia con las fechas de Shady en Caral, que muestran una plena habitabilidad de 2627 a 2020 a. C.
Hacia 1800 a. C., la civilización caral comenzó a declinar, lo que coincide con la aparición de centros más poderosos al sur y al norte, a lo largo de la costa, y al este dentro del cinturón de los Andes. Los caralinos abandonaron sus centros poblados, desconociéndose las razones (posiblemente se debió a catástrofes naturales, como terremotos y el fenómeno de El Niño, que colapsaron su economía agrícola), pero la continuidad de la civilización andina se mantuvo y siglos después surgió otra gran cultura peruana, la Chavín.

## Caral, cuna de la civilización andina

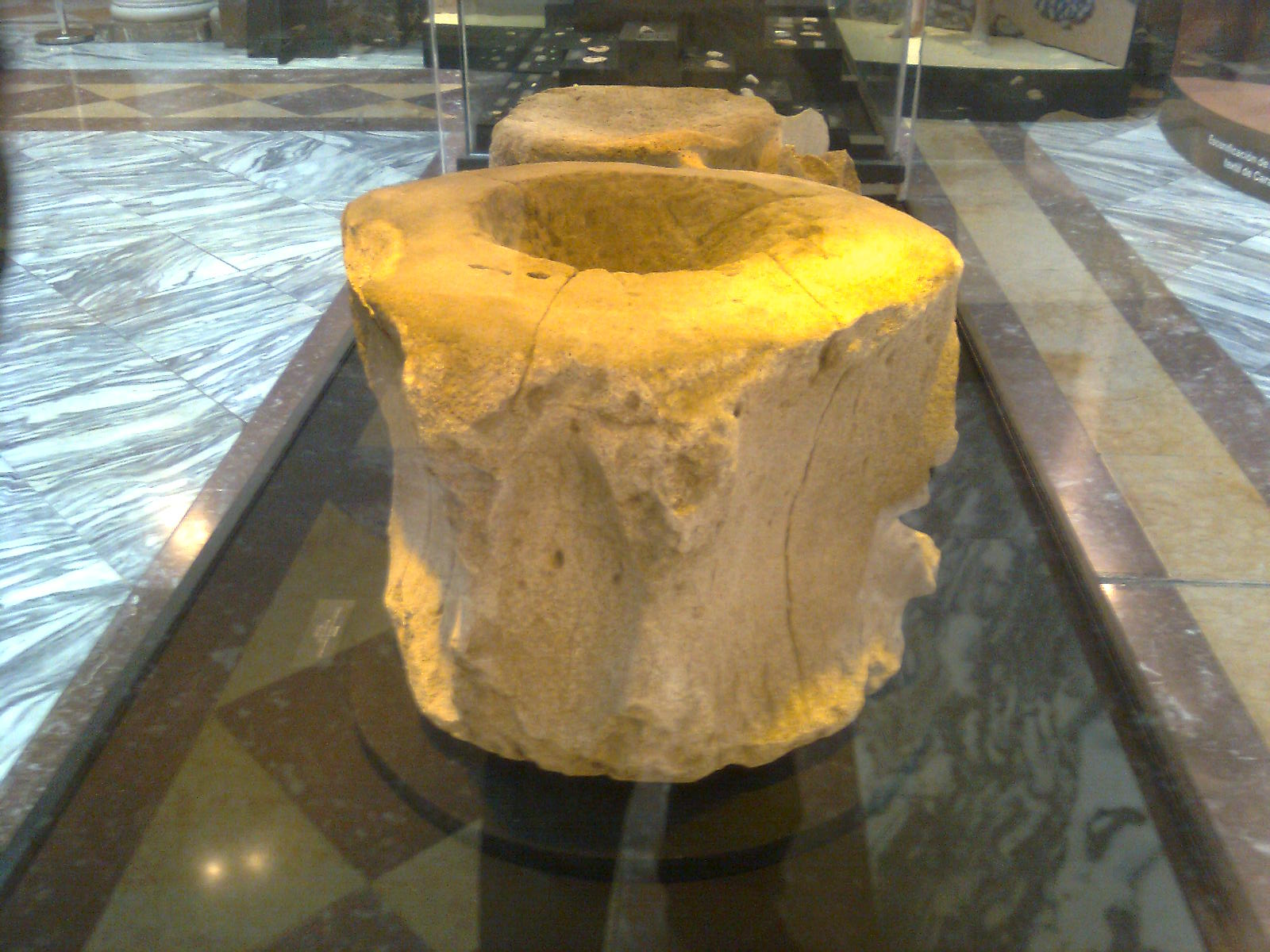
Los caralinos desarrollaron la actividad cinegética. En la imagen, vértebras de ballena azul usadas como asientos.

Se ha planteado sobre Caral, que fue sede de una comunidad formada por varios linajes y dirigida por los jefes o representantes de dichos linajes en donde uno de ellos sería el Curaca principal y los otros sus contrapartes. Los Curacas de estos linajes conducirían y organizarían la vida de los habitantes de las diversas ciudades y pueblos contemporáneos a Caral como Áspero, Allpacoto, Miraya, Kotosh y La Galgada entre otros. Todos ellos compartían una misma tradición y formaron una amplia y bien organizada red de reciprocidad e intercambio. Caral debió ser la cabeza de toda esta red.
El factor de integración social y cultural que mantuvo unidos a los habitantes del valle Caral-Supe debe haber sido la religión, que quizá se utilizó como un medio de cohesión y coerción. La religión en esa época fue la política del Estado para el control de la población, de la producción de bienes y su circulación. Ello está representado en los grandes monumentos de carácter religioso (las pirámides) con sus plazas, atrios y altares del fuego sagrado en donde se llevaron a cabo las diferentes festividades del calendario ceremonial, símbolo de su identidad cultural. Las periódicas reuniones y actividades conjuntas como la renovación de las pirámides permitían el reconocimiento del poder y fortalecían la identidad cultural. Sin embargo, ello ha de haber gravitado de una manera no menos significativa en la generación de lo que podríamos denominar una civilización de paz pues no se observan ni se han encontrado armas ofensivas ni estructuras defensivas. En cambio, parecería ser que el arte y el comercio fueron utilizados de manera pródiga para mantener la producción económica de una manera activa y efectiva.
Todo lo anteriormente expuesto serviría de base para la ulterior civilización andina en el caso de Wari, así como en los Quechuas del Cuzco, y están presentes en Caral como los exponentes más antiguos de las principales instituciones peruanas de la época prehispánica, tales como la reciprocidad (sistema de intercambio y circulación de bienes y servicios), el calendario ceremonial (ligado a la producción, el cultivo y la pesca) o la construcción y renovación de los templos e infraestructura comunal, entre las más destacadas.
El lingüista Alfredo Torero Fernández de Córdova planteó la hipótesis de que la población de la civilización Caral habría hablado una variedad lingüística de la familia quechua anterior al idioma protoquechua, que llamó "paleoquechua". La hipótesis ha sido acogida por Ruth Shady, aunque no goza de consenso entre los especialistas en lingüística andina.

## Manifestaciones culturales

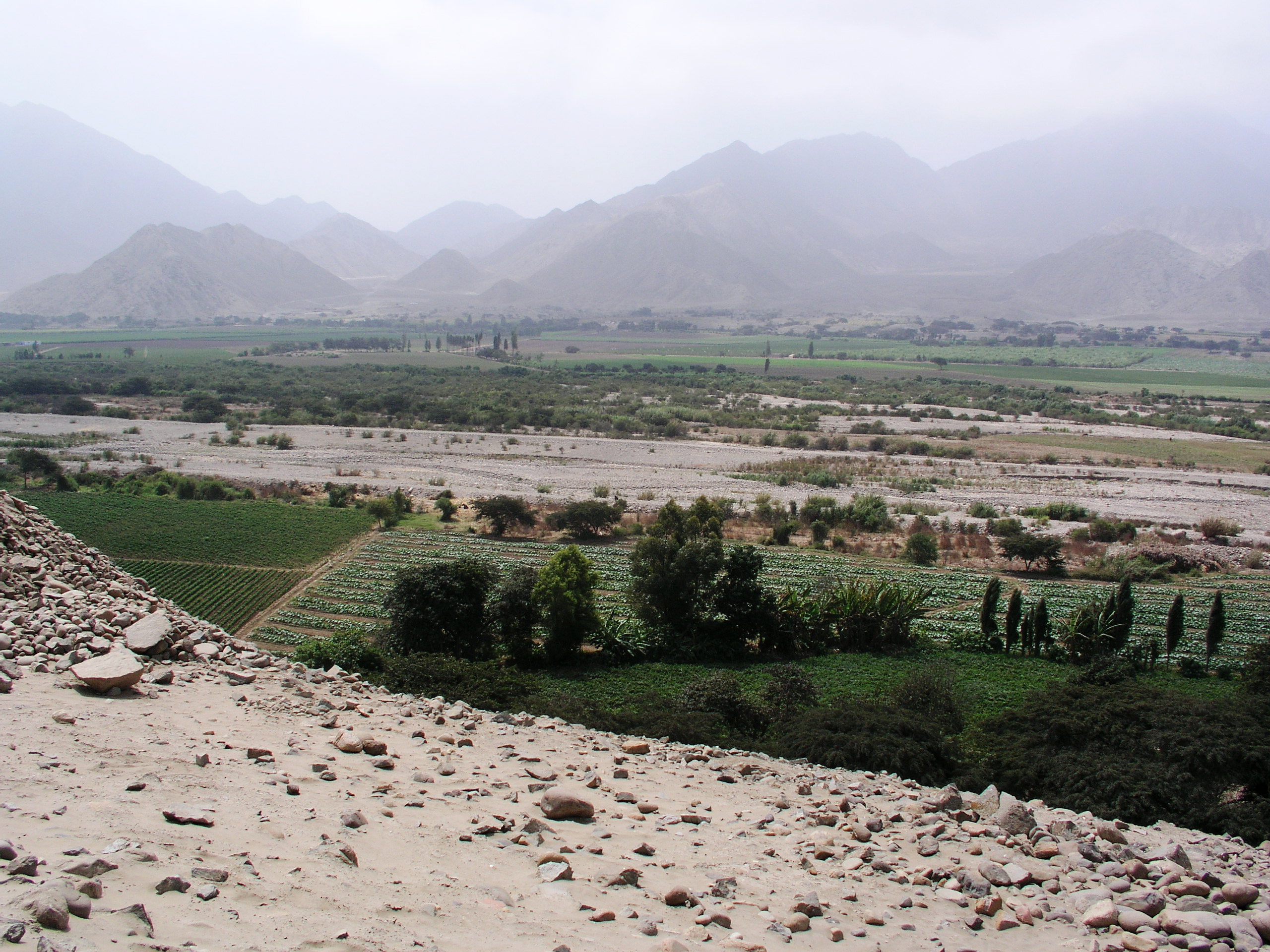
Una vista del valle de Supe, sede de la civilización Caral.

### Organización económica
La sociedad de Caral formaba parte de una red de sitios que se extendían y articulaban a lo largo de la cuenca del río Supe. En esta red había asentamientos costeros y otros ubicados en zonas más altas (sierra); entre todos ellos se dio un intercambio de productos (comercio de trueque), siendo la ciudad de Caral evidentemente el centro de toda esa red. Visto así, se vislumbra la importancia que alcanzó la especialización, es decir, la aparición de grupos especializados en determinadas actividades económicas.

#### Pesca
La extracción de productos marinos (pescado y mariscos) fue la principal proveedora de proteínas. Se desarrolló principalmente en la localidad costera de Áspero, desde donde se repartía el producto marino hacia todos los asentamientos del valle. En Áspero se desarrollaron técnicas de pesca, consistentes en el uso de anzuelos, cordeles, embarcaciones y redes de fibra de algodón con flotadores hechos de mates y pesos confeccionados con piedras anudadas.
Se vislumbra la importancia de esta actividad por la cantidad de restos de especies marinas hallados en la ciudad de Caral. Destaca la presencia abundante de la anchoveta; también capturaron sardina, jurel, lorna, corvina, cabinza, pejerrey, bonito, róbalo, coco, cachema, machete, tollo; y recolectaron machas, choros, almejas y conchas de abanico. También se han encontrado restos de ballena azul y tiburón blanco.

#### Agricultura
Los hombres de Caral desarrollaron una agricultura intensiva en el valle de Supe. Emplearon herramientas sencillas como palos y astas para cavar. Construyeron también canales de riego muy simples que llevaban el agua del río hacia los campos de cultivo. Las plantas alimenticias que cultivaron fueron: mate o calabaza, achira, pacae, pajuro, maní, ají, guayaba, lúcuma, papa, pallar, camote, frijol, palta y maíz. Y de especial importancia fue el cultivo del algodón, cuya fibra aprovecharon en gran escala.

#### Comercio
Los pobladores intercambiaban su producto mediante el trueque: los del litoral, brindaban sus productos extraídos del mar (pescado y mariscos), los de los valles costeños, algodón y frutas, y los de las zonas altas, sus productos agrícolas (cultivos alimenticios) y de pastoreo (camélidos). El centro de toda esa red era indudablemente la Ciudad Sagrada de Caral.
Es también evidente que dicha red se prolongó a lugares más lejanos, pues en la zona de Caral-Supe se han hallado productos de la sierra (palos de lloque, plumas de cóndor), la selva (congompe, pieles de primates, plumas de aves) y la costa ecuatorial (spondylus). No solo intercambiaron productos materiales sino también conocimientos y elementos culturales.

### Organización política
Cada asentamiento estaría representado por una autoridad o curaca, además de los principales de sus ayllus o grupos de familias; lo que constituiría el germen de una forma de gobierno que habría de prolongarse milenariamente en todas las sociedades andinas. La clase dirigente se conformaba con recibir la tributación de los habitantes, tanto en bienes como en prestación de servicios.

### Organización social
Se ha determinado que existía una gran diferenciación social, es decir, la población se dividía en clases sociales, cada una de las cuales cumplían determinadas funciones y estaban organizadas de manera jerárquica. Unos grupos se encargaban de la planificación y la toma de decisiones (gobernantes y sacerdotes), y otros de las tareas manuales, como la pesca, la construcción, la agricultura, etc.

### Arte

#### Arquitectura

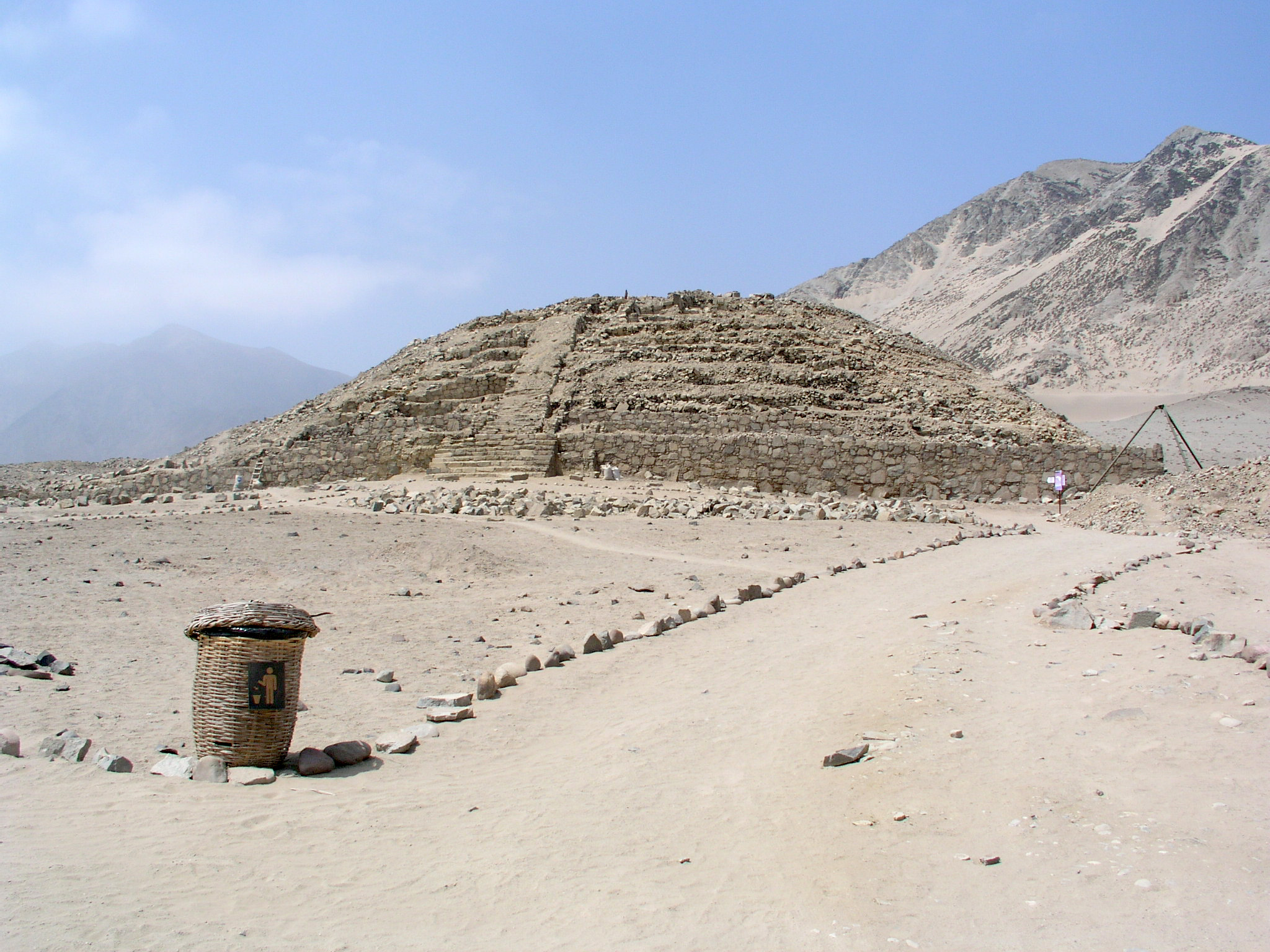
Pirámide de Caral.

Los ejemplos más relevantes de arquitectura monumental se dan en la Ciudad Sagrada de Caral. Sus edificios principales son pirámides escalonadas o templos, hechas a base de adobe y piedra; como elementos complementarios, se usaban troncos y fibras vegetales. Son estructuras de diverso tamaño. El más imponente, tanto en altura como en volumen, es el llamado Edificio Piramidal Mayor (o simplemente la Pirámide Mayor de Caral).
Las paredes de la estructura piramidal están enlucidas con barro y pintadas de blanco o amarillo claro, y, raramente, de rojo. Cada edificio tenía una escalera central que conducía hacia la parte superior, donde se hallaban varios cuartos. En el cuarto principal había plataformas bajas ubicadas en dos o tres de sus lados, y en el centro, un fogón compuesto por un hoyo en el suelo, recubierto con barro. Los indicios indican que el fogón tenía una función ritual; allí se quemarían diversos alimentos como ofrendas.

#### Escultura
En Caral no se desarrolló la técnica alfarera (esto es, piezas modeladas en arcilla y cocidas al fuego). Y es que, en la práctica, los caralinos no necesitaban de cerámica pues contaban con mates de calabaza como recipientes, cucharas talladas en madera y platos tallados en piedra.
Aunque si modelaban pequeños ídolos antropomorfos en arcilla, dejándolos secar al sol. Estas estatuillas, que representan figuras masculinas y femeninas, se han encontrado fragmentadas y formarían parte de rituales relacionados con la renovación de los edificios y el culto de la fertilidad. A base de estas representaciones se puede inferir la vestimenta, el tocado y el peinado de los habitantes de Caral.

#### Música (instrumentos)
Se descubrieron tres conjuntos musicales conformados por instrumentos de viento:
- Un conjunto de 38 cornetas, hechas de huesos de huanaco y venado.
- Un conjunto de 32 flautas traversas, de huesos de cóndor y pelícano, con diseños zoomorfos.
- Un conjunto de 4 antaras (flauta de pan), de carrizo e hilos de algodón.

Este descubrimiento sugiere la práctica musical colectiva, así como una organización compleja de la sociedad de Caral. Posiblemente, la música acompañaba a las prácticas rituales y sociales.

#### Ornamentación personal
Los caralinos se adornaban con collares de cuentas y dijes elaborados con conchas marinas (como el choro y el mullu o spondylus), huesos de animales marinos, piedras semipreciosas, minerales como la crisocola, andesita y rodocrosita. Muchos de estos productos eran traídos desde regiones lejanas. Las conchas eran alisadas, pulidas, y algunas veces grabadas con diseños sencillos, como la espiral. Otros collares tenían plumas amarradas con hilos de algodón.

### Ciencia

#### Matemática
Es evidente que contaron con conocimientos de aritmética y geometría, necesarios para el diseño y construcción de sus edificios.

#### Astronomía

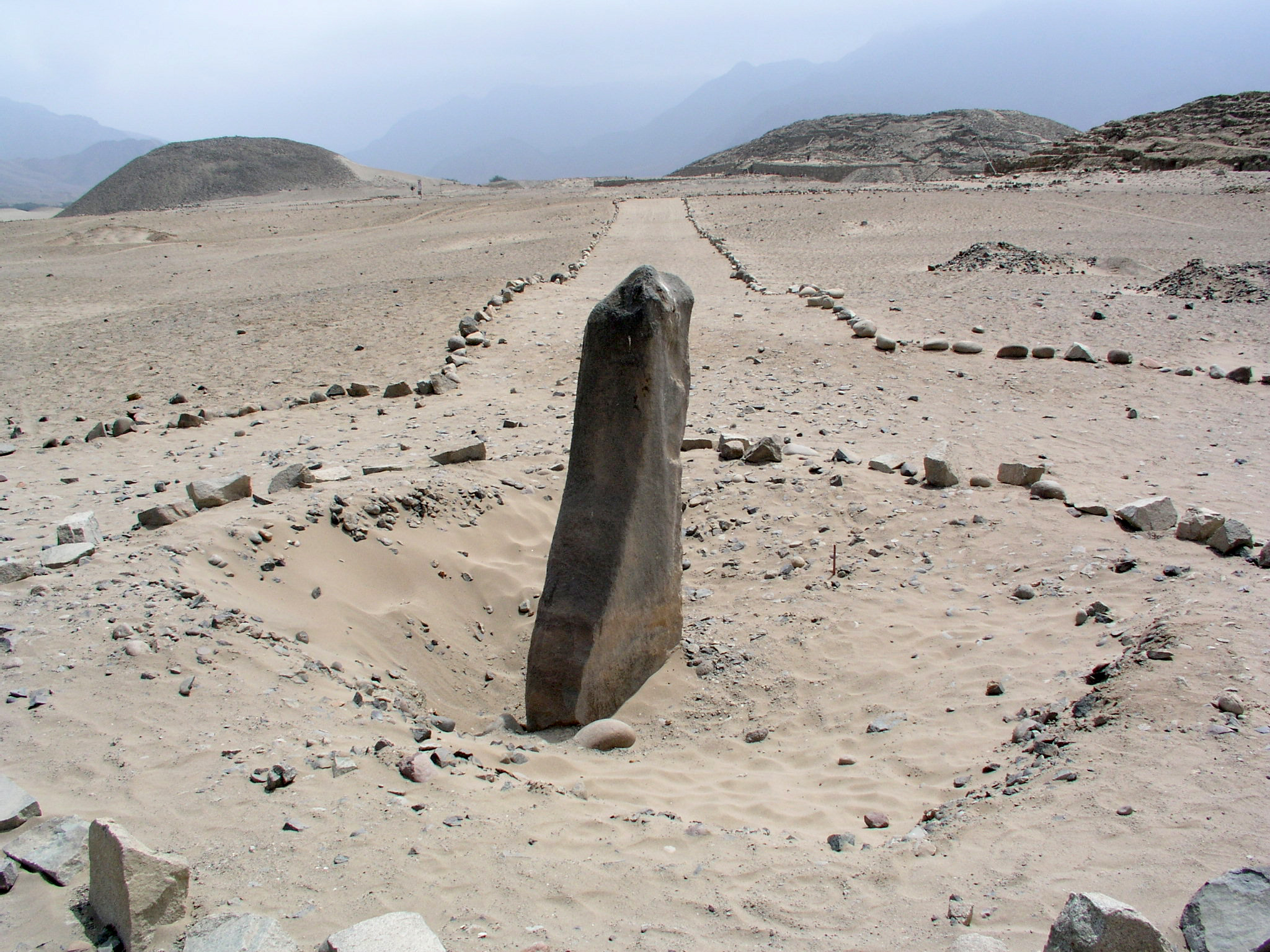
Piedra o huanca en Caral.

Se han encontrado evidencias de que los habitantes de Caral contaban con conocimientos de astronomía, que aplicaban en la elaboración del calendario, relacionado con la celebración de festividades y otras actividades económicas, religiosas y cívicas. Dichos conocimientos los aplicaron también en la orientación de los edificios públicos. Se han hallado, por ejemplo, geoglifos y líneas esparcidos en las planicies desérticas, al lado de piedras talladas dispersas; así como un recinto subterráneo originalmente techado, que parece ser un observatorio. Es de destacar también un monolito o huanca hincado en el suelo de una plaza pública, que habría sido un instrumento de observación astronómica.

#### Sistema de registro (quipus)
En la pirámide La Galería se ha hallado un resto textil que ha sido interpretado como un quipu, el conjunto de hilos con nudos que los incas utilizaban como instrumento mnemotécnico (es decir, como medio de conservación de información estadística o mensajes para comunicarse). Sería pues, el más antiguo quipu hallado en el Perú y evidenciaría la antigüedad milenaria de su uso. Corroborando el uso del quipu en Caral, se descubrieron representaciones pictóricas de dichos objetos sobre tres bloques líticos de las plataformas de la pirámide Menor de Caral.

#### Medicina
El conocimiento médico está evidenciado por la presencia recurrente de plantas medicinales, muchas de ellas halladas en contextos funerarios. Por ejemplo, son numerosos los paquetes de tallos y hojas de sauce, usado contra los dolores de cabeza (este árbol contiene el principio activo de la aspirina).

### Tecnología

#### Tecnología constructiva

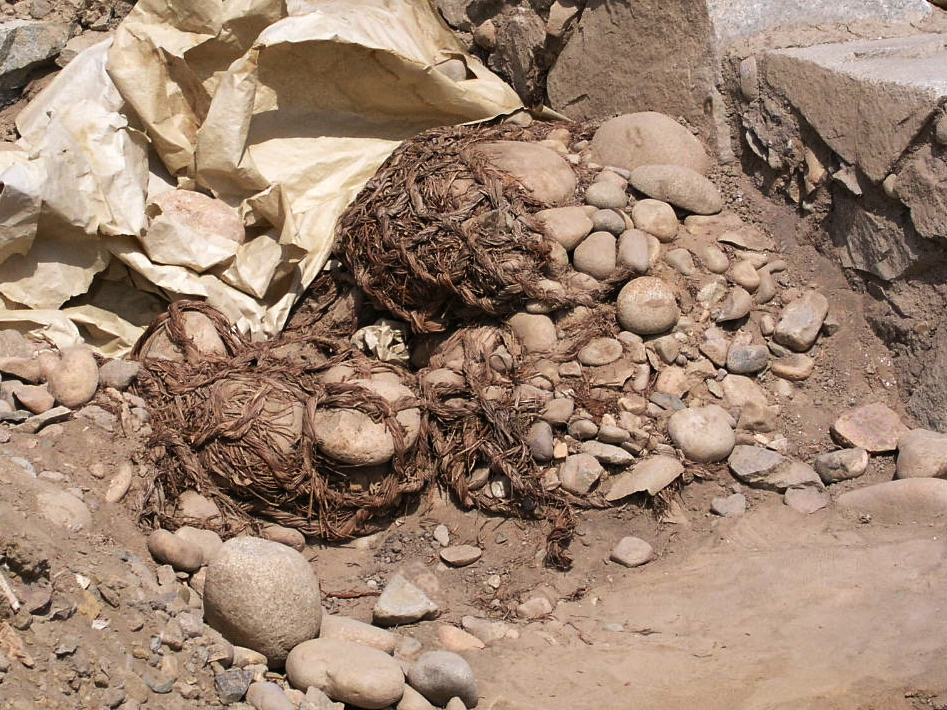
Restos de shicras en Caral.

Los constructores de Caral usaban la técnica de las shicras, bolsas hechas con fibras vegetales y llenas de bloques de piedra, con las que rellenaban las plataformas de los templos, colocándolas ligeramente separadas. De esa manera lograban estabilidad en las estructuras. Al ocurrir un fuerte sismo o terremoto, ese núcleo de shicras que hacía de base del edificio se movía con la vibración, pero de manera limitada, pues las piedras eran contenidas en las bolsas. Luego, las shicras se reacomodaban encontrando un nuevo punto de estabilidad. La shicras tenían pues, una función antisísmica.

#### Tecnología agrícola
Las evidencias halladas indican que hubo grupos especializados en mejorar las especies y el rendimiento de los cultivos alimenticios e industriales. Mediante la experimentación y la manipulación genética de las diversas variedades de plantas, se produjeron semillas mejoradas. Ello permitió la producción de plantas con frutos de mejor calidad y tamaño, y más resistentes a las plagas. Un ejemplo sería el algodón, que pasó por un proceso de mejoramiento genético para lograr una fibra más larga, variedad de colores (pardo, marrón, crema y beige) y mayor rendimiento.

#### Tecnología textil
El desarrollo que alcanzó la textilería se evidencia por el hallazgo de cantidad de semillas y motas de algodón. Con las fibras de este producto se tejían los vestidos, que eran piezas llanas, sin decoración. Se empleaba la técnica del entrelazado y el torzal. También elaboraron calzado, bolsas, sogas, redes de pescar, cordeles, etc. Conjuntamente con la fibra de algodón se usaron las de otros vegetales, como totora, junco, cabuya, etc.

### Religión

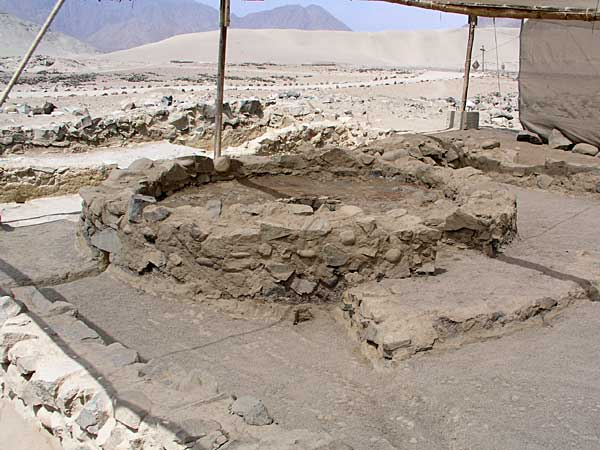
El Altar del Fuego Sagrado en Caral.

La religión, como ya se ha dicho, debió ser el factor de integración social y cultural que mantuvo unidos a los habitantes del valle Caral-Supe. La clase dirigente debió ser la mediadora entre el grupo social que representaba y el poder sobrenatural de los ancestros y dioses.
Por la monumentalidad de sus templos o pirámides escalonadas, la Ciudad Sagrada de Caral debió ser el centro religioso de esta civilización. Allí debía afluir gente venida de otros sitios del valle, e incluso de regiones más lejanas, para participar de las ceremonias rituales. Estas tendrían como centro los fogones de los templos, donde se quemaban ofrendas, que consistían sobre todo en alimentos (peces y moluscos), algodón, cuarzo, mechones de cabello y otros objetos. También se enterraban con carácter votivo estatuillas de arcilla (previamente rotas), y conglomerados de vegetales.

## Críticas a la metodología y al modelo de Shady y su equipo
Si bien el planteamiento básico de Shady y de su equipo de arqueólogos con respecto a la civilización caral ha sido ampliamente aceptado por la comunidad académica mundial, no ha carecido de críticas de parte de otros arqueólogos.
La arqueóloga Rosa Fung Pineda, que fue profesora de Shady en San Marcos, cuestionó el cambio del nombre de Chupacigarro Grande por el de Caral, al considerar que incumplía el uso científico de la práctica arqueológica. En una carta suya que publicó el diario El Comercio el 11 de diciembre de 2006, cuestionó también la fecha de 3000 a. C. que comúnmente Shady aplica al sitio de Caral, pues el fechado radiocarbónico más antiguo mencionado es de 2627 a. C., según el artículo publicado en la revista Science en 2001.
Las críticas más importantes a Shady han venido del equipo de arqueólogos del Proyecto de Arqueología del Norte Chico encabezado por Jonathan Haas. Este sostiene haber hallado en los otros valles del Norte Chico sitios más extensos y más antiguos que el propio Caral (el más antiguo sería Huaricanga, de 3500 a. C.). Rechaza el modelo de Shady de poner a Caral como un Estado centralizado, con su capital en la ciudad del mismo nombre, y considera que en dichos valles, a lo largo de toda la etapa precerámica, florecieron centros que estuvieron en competencia o en relación paritaria, no detectando la hegemonía de alguno de ellos.
Otros arqueólogos como Krzysztof Makowski y Rafael Vega-Centeno criticaron las metodologías de Shady para explicar el fenómeno caral, e incluso el uso de conceptos occidentales como ciudad o Estado. Ponen en cuestión la existencia de un Estado prístino (originario) y la capacidad de sus líderes para crear un poder centralizado en los sitios de la región, en especial en Caral.
Krzysztof Makowski ha cuestionado aplicar el concepto de ciudad para los sitios prehispánicos en general. Considera que el contraste entre ciudad y campo, muy importante para determinar la evolución de las sociedades del Viejo Mundo, no es válido para el mundo andino. Las llamadas “ciudades” del mundo andino no parece que fueran lugares de habitación de núcleos poblacionales permanentes y tenían solo una función ceremonial. Rechaza el concepto de ciudad-estado aplicado a Caral, y cuestiona que esta cultura haya sido la cuna o el origen de la civilización andina. Señala que sitios de arquitectura monumental similares a Caral han existido en otros lugares del Antiguo Perú de manera contemporánea, y que el mismo concepto de civilización prístina u originaria es errado y discriminatorio. 
Vega-Centeno también cuestiona el modelo del Estado prístino de Caral, con base en sus trabajos en la zona del valle de Fortaleza, particularmente en el sitio de Cerro Lampay (2007). Plantea la posible existencia de relaciones heterárquicas (no jerarquizadas) en todo el Norte Chico, con una diversidad de desarrollo sociopolítico.

## Fin de Caral
Todo apunta que hacia el 1800 a. C., todos los asentamientos de la cultura caral en el valle de Supe fueron abandonados. Se ignora las razones exactas, pero se presume que fue a consecuencia de eventos naturales, como terremotos y el fenómeno de El Niño, que obligaron a los pobladores a emigrar a otros lugares.
Efectivamente, se han hallado indicios de fuerte actividad sísmica en diversos templos monumentales, como en la Huaca de Sacrificios de Áspero y el Templo Piramidal Mayor de Caral.  Muestran grandes grietas y desniveles entre los pisos que posteriormente fueron cubiertos por nuevas construcciones. Esos sismos debieron ser de una magnitud de 7 a 8 grados en la escala de Richter.
Pero posiblemente lo que más afectó fue uno o varios eventos catastróficos de El Niño, caracterizados por lluvias torrenciales y desbordes de ríos, que causarían sin duda un gran colapso en la economía agrícola, al quedar convertidas en ciénagas y pantanos las zonas dedicadas al cultivo; otra consecuencia sería el arenamiento de las playas. También los vientos inusitados de El Niño ocasionarían grandes tormentas de arena que cubrirían los campos de cultivo del valle de Supe.
Los pobladores se verían así obligados a emigrar a otros lugares donde construyeron sin duda nuevos asentamientos y aplicaron sus tecnologías. Coincidentemente, surgieron por esa época otros templos y centros administrativos en los valles costeros cercanos a Caral, así como más al norte y en la sierra. Entre ellos están Vichama (Végueta, Huaura), Sechín, La Galgada y Huaricoto (Áncash), y Kotosh (Huánuco). Estos centros demuestran, efectivamente, la continuidad de la civilización andina, cuyo foco primigenio es indudablemente Caral.